# Tatjana Birjulina
Tatjana Birjulina, uzbekistanska atletinja, * 16. julij 1955, Taškent, Sovjetska zveza.
Nastopila je na poletnih olimpijskih igrah leta 1980 in osvojila šesto mesto v metu kopja. 12. julija 1980 je postavila svetovni rekord v metu kopja, ki ga je držala do avgusta 1981. 